# Linda Angounou
Linda Christelle Angounou Ngouyaka (* 23. September 1992) ist eine kamerunische Leichtathletin, die im Sprint sowie im Hürdenlauf an den Start geht und sich auf die 400-Meter-Distanz spezialisiert hat. Aktuell ist sie Inhaberin des Landesrekordes im 400-Meter-Hürdenlauf.

## Sportliche Laufbahn
Erste internationale Erfahrungen sammelte Linda Angounou im Jahr 2019, als sie bei den Afrikaspielen in Rabat mit 55,62 s in der ersten Runde im 400-Meter-Lauf ausschied. 2022 siegte sie in 54,73 s über 400 m sowie in 59,80 s über 400 m Hürden beim Grand Prix International CAA de Douala und im Juni gelangte sie bei den Afrikameisterschaften in Port Louis mit 58,97 s auf Rang vier im 400-Meter-Hürdenlauf. Anschließend schied sie bei den Commonwealth Games in Birmingham mit 24,32 s im Halbfinale im 200-Meter-Lauf aus und kam über die Hürden mit 58,50 s nicht über die erste Runde hinaus. Daraufhin wurde sie bei den Islamic Solidarity Games in Konya im Vorlauf über 200 Meter disqualifiziert und gewann über 400 m Hürden in 57,92 s die Bronzemedaille hinter der Marokkanerin Noura Ennadi und Aminat Jamal aus Bahrain. Zudem gelangte sie mit der kamerunischen Mixed 4-mal-400-Meter-Staffel mit 3:28,72 min auf Rang vier. Im Jahr darauf gewann sie bei den Spielen der Frankophonie in Kinshasa in 56,68 s die Silbermedaille über 400 m Hürden hinter der Marokkanerin Noura Ennadi und siegte in 44,78 s in der 4-mal-100-Meter-Staffel. Zudem gewann sie mit der 4-mal-400-Meter-Staffel in 3:40,84 min die Silbermedaille hinter dem marokkanischen Team. 2024 gewann sie bei den Afrikaspielen in Accra in 56,41 s die Bronzemedaille hinter der Südafrikanerin Rogail Joseph und Ennadi aus Marokko. Im Juni gewann sie bei den Afrikameisterschaften in Douala in 56,48 s ebenfalls die Bronzemedaille hinter Joseph und Ennadi und gelangte mit der Mixed-Staffel mit 3:30,95 min auf Rang sieben. Im August schied sie bei den Olympischen Sommerspielen mit neuem Landesrekord von 55,09 s in der Hoffnungsrunde aus.

## Persönliche Bestzeiten
- 200 Meter: 23,52 s (+1,9 m/s), 9. Mai 2021 in Dakar
- 400 Meter: 53,45 s, 16. Juni 2021 in Cergy-Pontoise
  - 400 Meter (Halle): 54,06 s, 3. Februar 2024 in Gent
- 400 m Hürden: 55,09 s, 5. August 2024 in Paris (kamerunischer Rekord)